# Babrius

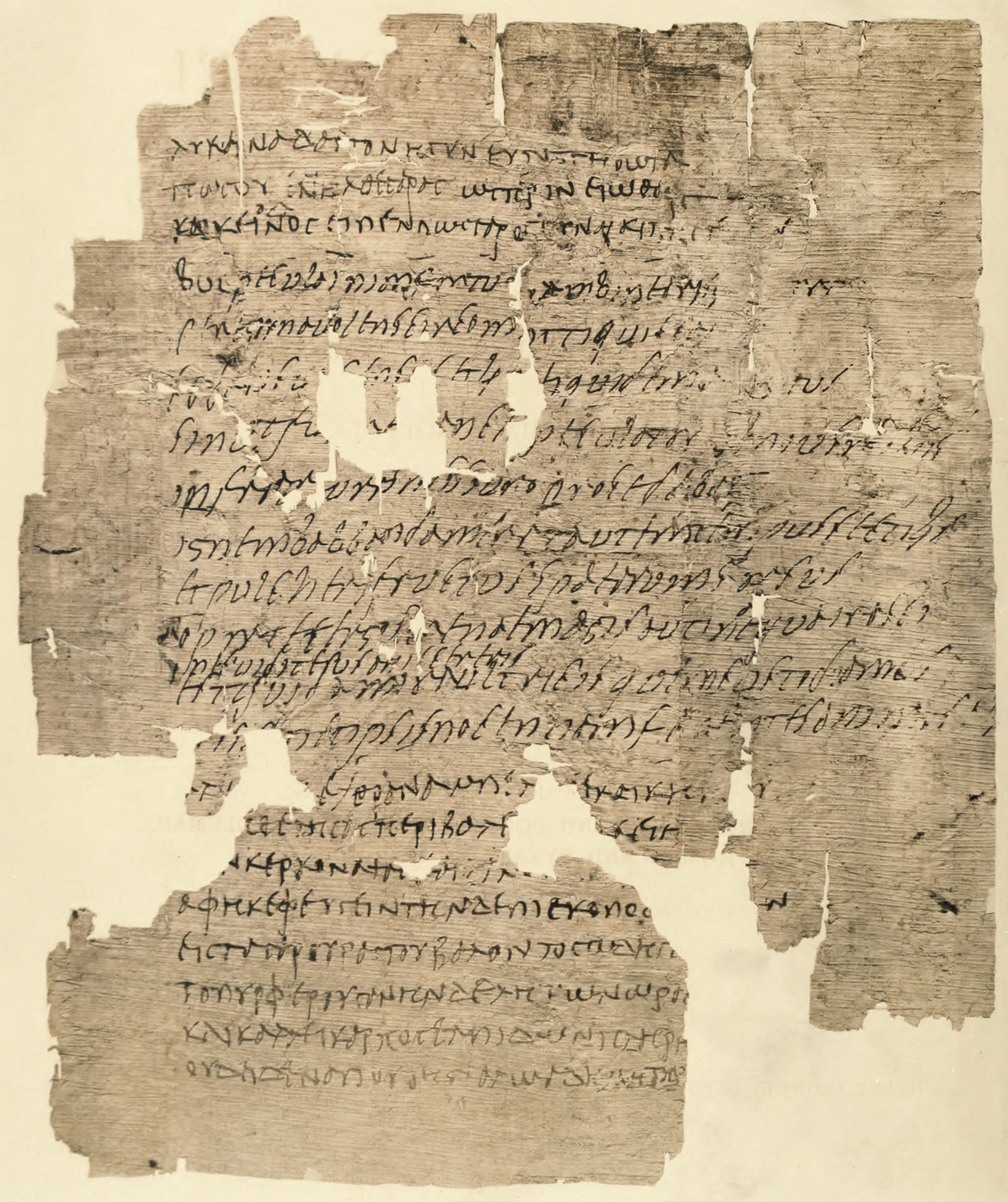
Papyrus du IIIe siècle ou IVe siècle avec texte grec de Babrius et traduction latine (Amherst Papyri)

Babrius (ou Gabrias, ou Babrias, grec ancien : Βαβρίας) est un fabuliste romain de langue grecque du Ier ou IIe siècle, sans doute originaire de la région de l’actuelle Syrie. À la fin du Ier siècle, il réécrit les fables d'Ésope, et il sera imité par La Fontaine.

## Vie et œuvre
De la vie de Babrius, on ne sait rien ou presque. Quelques traces permettent de penser qu'il s'agit d'un Romain hellénisé qui vécut au Ier ou IIe siècle dans la partie orientale de l'Empire romain, vraisemblablement en Syrie,.
Quelque deux cents fables ésopiques nous sont parvenues, intitulées Mythambes.
Reprenant les textes d’Ésope, Babrius ouvre une nouvelle tradition de la fable. À la place de la prose, il les réécrit en vers (le vers « choliambique ») et les raccourcit. Il transcrit aussi des fables indiennes. Novateur, il sera largement imité, de l’Antiquité à la période classique. Notons que La Fontaine s’en inspire. En conclusion de la fable « Le Pâtre et le lion » (VI, 1), la fabuliste cite ainsi le nom de Babrius dans une note.

## Édition
Les fables de Babrius sont publiées à en 1816 par Franz Xaver Berger sous le titre Babrius des Fabeldichters wieder gefundene Fabeln in drey Büchern, En 1842 un manuscrit de ses fables est découvert dans une bibliothèque du monastère de la Grande Laure au Mont Athos, par Minoïde Mynas, qui avait été diligenté par Abel François Villemain, alors ministre de l’Instruction publique, pour trouver des manuscrits en Orient.
J.F. Boissonade de Fontarabie en publia une édition princeps à Paris, en 1844. Johann Caspar von Orelli, Karl Lachmann, et Théobald Fix publièrent par la suite des éditions critiques. En 1848, Léon Boyer en donne une traduction en vers français. Par la suite, George Cornewall Lewis fit publier à Londres, en 1859, un second recueil attribué à Babrius, contenant apparemment 95 fables nouvelles, mais dont le manuscrit semble avoir été forgé par M. Mynas.